# John Richardson
Sir John Richardson, född 5 november 1787 i Dumfries, död 5 juni 1865, var en skotsk polarfarare och marinläkare i Royal Navy.
Richardson föddes i södra Skottland. Han studerade medicin i Edinburgh och blev 1807 kirurg och underläkare i flottan. Mellan 1819 och 1822 reste han med John Franklin i sökandet efter nordvästpassagen. Richardson skrev delarna om geologi, botanik och iktyologi i expeditionens officiella rapport.
Franklin och Richardson återvände till Kanada mellan 1825 och 1827, återigen över land mot Norra ishavet. De naturhistoriska upptäckterna redovisades i två separata verk, Flora Boreali-Americana (1833–1840), författad av William Jackson Hooker, och Fauna Boreali-Americana (1829–1837), av Richardson, William Swainson, John Edward Gray och William Kirby.
År 1838 blev Richardson läkare vid Haslarhospitalet i Portsmouth och inspektör över marinhospitalen. Han adlades 1846.
Richardson färdades med John Rae 1848–1849 i en expedition för att söka efter Franklins försvunna expedition från 1845. Expeditionens mål uppnåddes inte, men Richardson hade tillfälle att längs Mackenziefloden i norra Kanada och kusten öster om dennas mynning göra viktiga iakttagelser rörande det arktiska Amerikas fysikaliska förhållanden, beskrivna i An Arctic Searching Expedition (1851). Han drog sig tillbaka till Lake District 1855, och är begravd i Grasmere i norra England.
Bland Richardsons naturhistoriska och iktyologiska verk från de arktiska resorna märks Fauna Boreali-Americana (1829–1837), Icones Piscium (1843), Boat voyage through Rupert's Land (1851), Catalogue of Apodal Fish in the British Museum (1856), den andra upplagan av Yarrell's history of British Fishes (1860), och The Polar Regions (1861).